# Rlc packaging group

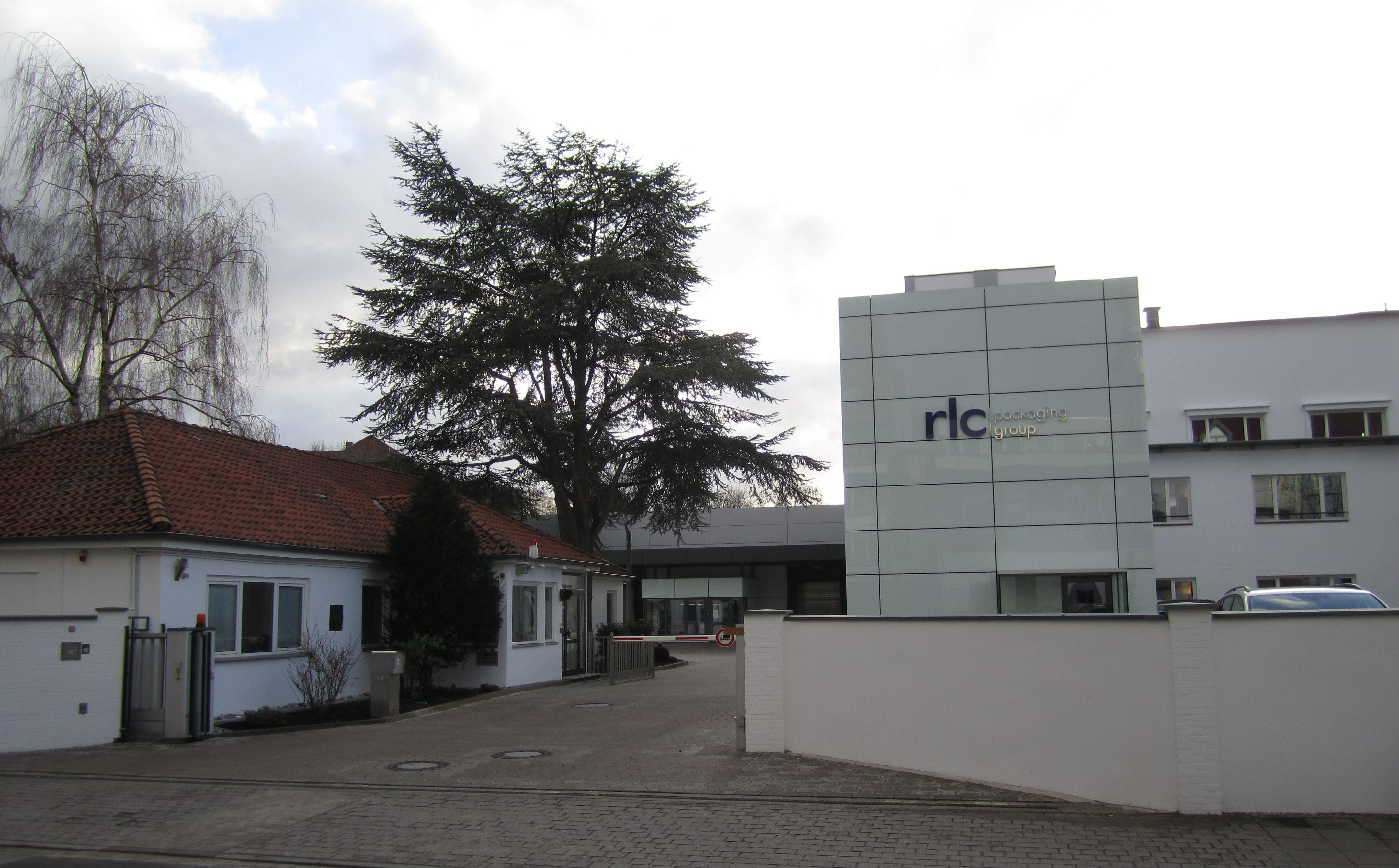
Firmensitz in Hannover

rlc packaging group ist ein Hersteller für Verpackungen mit Stammsitz in Hannover für Güter mit hoher Warenrotation. Das Unternehmen beliefert die europäische Kosmetik-, Süßwaren-, Lebensmittel- und Pharmaindustrie. In acht Werken werden Faltschachteln, Packungsbeilagen und Etiketten hergestellt.

## Geschichte
Im Jahr 1864 gründete der Buchdrucker Robert Leunis in Hannover eine Fabrik zur Herstellung fester Kartonagen. 1874 nahm er John Chapman als Teilhaber in sein Unternehmen auf, das fortan als Rob. Leunis & Chapman firmierte. Chapman machte Leunis den Vorschlag, Kartonagen nach englischem Vorbild zu bedrucken. Das Unternehmen fertigte Spezialverpackungen aus Papier und Pappe für verschiedene Zwecke. Ende der 1870er Jahre stellte das Unternehmen hauptsächlich Papiertüten und -beutel in Buchdruck her, später bedruckte es seine Papierverpackungen zunehmend auch lithographisch, darunter mehrfarbige Pflanzensamenbeutel, Lackkarten und kaufmännische Drucksachen in Gravur. Im Oktober 1878 nahm Franz Fettback (1854–1939) seine Tätigkeit bei der Firma auf, wurde 1879 Prokurist und 1881 Teilhaber der Firma, die 1885 ganz in seinen Besitz überging. 1883 war der bisherige Gesellschafter John Chapman aus der Gesellschaft ausgetreten. Zu Beginn des 20. Jahrhunderts wandte sich die Firma der Herstellung von Faltschachteln und ähnlichen Massenpackungen zu und fertigte vor allem staubdichte Verpackungen, auch für Lebensmittel wie Keks und Zwieback. Im Jahr 1909 wurde die Firma Rob. Leunis & Chapman, Lithographische Anstalt, Buch- und Steindruckerei in Hannover, in eine Gesellschaft mit beschränkter Haftung (GmbH) umgewandelt. Gesellschafter war neben Franz Fettback der Kaufmann Albert Stahn.
1926 erwarben Otto und Richard Bestehorn, zwei Söhne von Heinrich Christian Bestehorn und zu dieser Zeit die Inhaber der Papierwarenfabrik H. C. Bestehorn (HCB) in Aschersleben, Anteile am Verpackungsunternehmen Robert Leunis & Chapman in Hannover, wodurch einer der größten Verpackungshersteller entstand. Die Firma H. C. Bestehorn war im April 1861 von Heinrich Christian Bestehorn (1831–1907) gegründet worden und stellte zunächst Tüten und Beutel her. Zwischen 1864 und 1911 wurden eine Buchdruckschnellpresse, eine industrielle Briefumschlag-Maschine und eine Offsetpresse von Frankenthaler angeschafft. In dieser Zeit entstanden Geschäftsbeziehungen unter anderem zu Bahlsen und Dr. Oetker. 1936 betrug der Papier- und Kartonverbrauch ca. 10.000 Tonnen, es gab 900 Maschinen: davon 35 Offsetpressen, 40 Buchdruckpressen und die Gruppe beschäftigte 1.800 Mitarbeiter. Jährlich verließen ca. 600 Millionen Zigarettenverpackungen das Werk; täglich wurden über eine Million Back- und Puddingpulvertütchen produziert.
In den letzten Monaten des Zweiten Weltkrieges wurde 1945 der Hannoveraner Standort von Rob. Leunis & Chapman durch Bombardierung zu 90 Prozent zerstört und die Produktion wurde nach Aschersleben zur HC Bestehorn ausgelagert. Im Zuge der Restaurationsleitungen wurde die HCB durch die sowjetische Militäradministration enteignet. Nur durch Unterstützung der Kunden konnten Aufbauinvestitionen in den Standort Hannover realisiert werden.
Im Jahr 1968 übernahm die Gruppe das Unternehmen Stadler & Co. 1990 wurde die Colorpack GmbH in Berlin-Köpenick mit dem ehemaligen Verband der Konsumgenossenschaften der DDR gegründet. 1997 wurde die Global Packaging Alliance (GPA) gegründet, die global einheitliche Verpackungen ermöglicht, die lokal produziert werden.
2003 wurde die Pharmacenter GmbH für die Produktion von Pharmaverpackungen und Packungsbeilagen gegründet. Am Standort in Hannover wurde die erste Flexo/Offset Kombination als Inline-Fertigung im Faltschachtelbereich eingesetzt. Produktionsverlagerungen westeuropäischer und internationaler Kunden nach Osteuropa resultierten 2004 in der Integration von BSC Drukarnia (Polen, Poznań) in den Konzern. 2007 fand die Dachmarken-Entwicklung zur rlc | packaging group als Marketing-Dach der Unternehmensgruppe statt. Im Januar 2015 wurde das Packaging-Design-Kompetenz-Zentrum brandpack als eigenständige Agentur in Hamburg geöffnet.
Im Laufe der letzten Jahrzehnten erfolgte eine massive Überproduktionen und hohe Abfallquoten, da tendenziell immer mehr verschiedene Produkte im Handel platziert wurden, ein Großteil jedoch floppte und in der Folge vernichtet werden musste. 2008 wurde das Lean Production System mit Unterstützung durch Porsche Consulting eingeführt. Das ehemalige Firmengelände der HC Bestehorn in Aschersleben wurde 2010 als „Bestehornpark“ eingeweiht und dient als Bildungszentrum mit reformpädagogischen Ansätzen. Am Standort Hannover wurde ein fahrerloses Transport System (FTS) für die gesamte Warenführung installiert und die Produktionshalle erweitert.
Im Jahr 2011 wurde die Aug. Heinrigs Druck + Verpackung GmbH übernommen. Damit entstand der größte familiengeführte Verpackungshersteller Deutschlands. Mit der Übernahme der Limmatdruck Zeiler AG, dem größten Faltschachtelhersteller der Schweiz, entwickelte sich die rlc | packaging group im Juli 2011 zum sechstgrößten Verpackungshersteller Europas. Im Jahr 2012 wurden die Erweiterungsarbeiten des neuen Pharmacenters in Rüdersdorf bei Berlin abgeschlossen.
Im Dezember 2019 wurde bekannt, dass der schwedische Verpackungsspezialist ÅR Packaging aus Lund, hinter dem der Finanzinvestor CVC Capital Partners steht, RLC übernehmen will. Ende 2021 wurde die ÅR Packaging vom US-amerikanischen Konzern Graphic Packaging übernommen.

## Standorte & Partner
- Karte mit allen Koordinaten:
- OSM |
- WikiMap

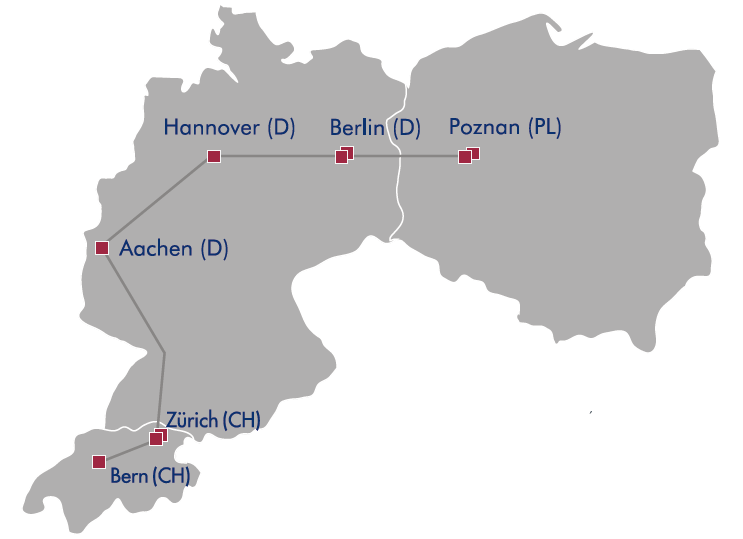
Die acht Produktionsstandorte von rlc in Deutschland, Polen und der Schweiz.

- Leunisman GmbH (Deutschland, Hannover, (Lage))
- Colorpack GmbH (Deutschland, Berlin, (Lage))
- Pharmacenter GmbH (Deutschland, Berlin)
- Aug. Heinrigs Druck + Verpackung GmbH (Deutschland, Aachen, (Lage))
- BSC Drukarnia S.A. (Polen, Poznań, (Lage))[11]
- BSC Etykiety Sp.z o.o. (Polen, Poznań)

Des Weiteren verfügt die rlc-Gruppe über drei Profitcenter in Deutschland und der Schweiz:
- ZET Engineering (Schweiz, Köniz)
- PAS Media (Schweiz, Spreitenbach)
- BRANDKITCHEN (Schweiz, Spreitenbach)

Zudem befindet sich in Hamburg die aus der Unternehmensgruppe hervorgegangene Verpackungsdesign-Agentur brandpack GmbH.
Die rlc-Gruppe beliefert global tätige Kunden und arbeitet dabei mit lokalen Verpackungsherstellern im Rahmen der Global Packaging Alliance zusammen. Die Standorte der GPA sind neben der rlc | packaging group:
- Diamond Packaging, (USA)
- Goncalves S/A Ind. Gráfica (Brasilien, Mexiko)
- Masterpack (Südafrika)
- Polygrafoformlenie Flexo (Russland)
- Kumar Printers PVT. LTD. (Indien)
- Samwon Printing (Südkorea)
- ZRP Printing & Packaging (China)